# Johann Bornemacher
Johann Bornemacher (* ? im Herzogtum Braunschweig; † 3. Januar 1526 in Verden) war ein lutherischer Theologe und Märtyrer.

## Biografie
Bornemacher war Zisterziensermönch im Kloster Walkenried am Harz. 1525 wurde er Prediger an der St.-Remberti-Kirche in Bremen. Er vertrat frühzeitig den lutherischen Glauben. Er heiratete danach eine Nonne. Von Martin Luther holte er sich aus Wittenberg und Leipzig viele seiner Schriften. Auf der Rückreise besuchte er am 8. Dezember 1525 einen Gottesdienst im Dom zu Verden „und war so entsetzt über diese alte Predigt, dass er aufsprang und ganz eifrig dagegen wetterte und die neuen Lehren Luthers verkündete.“
Auf Befehl des Bremer Erzbischofs Christoph, der zugleich Bischof von Verden war, wurde Bornemacher gefangen genommen. Seine in Fässern transportierten evangelischen Katechismen und Psalmenbüchern würden konfisziert. Bornemacher wurde „gefoltert, indem man versuchte, ihm seine Gliedmaßen auszureißen, seine Genitalien mit glühender Kohle verbrannte und ihm nichts außer salziger Heringslake zu trinken gab. Das alles, um ihn zum Katholizismus zu bekehren.“
Der Reformator Bornemacher wurde als Ketzer im noch bis in die 1560er Jahre katholischen Verden auf dem Scheiterhaufen verbrannt. Die Bremer rächten seinen Tod durch Spottgedichte und Prozessionen, in denen sie das katholische Wesen verhöhnten.

## Ehrungen
- Die Johann-Bornemacher-Straße in Bremen-Walle (Westend) und die Bornemacherstraße in Verden wurden nach ihm benannt.
- In der Straße Burgberg in Verden erinnert eine Stele an ihn.